# Castelnuovo (Trentino)
Castelnuovo (im Trentiner Dialekt: Castarnovo, deutsch veraltet: Neuenhaus) ist eine nordostitalienische Gemeinde (comune) mit 1081 Einwohnern (Stand 31. Dezember 2023) im Trentino in der Region Trentino-Südtirol. Die Gemeinde liegt etwa 29 Kilometer ostsüdöstlich von Trient an der Brenta, gehört zur Talgemeinschaft Comunità Valsugana e Tesino und grenzt unmittelbar an die Provinz Vicenza.

## Verkehr
Durch die Gemeinde führt die Strada Statale 47 della Valsugana von Padua nach Trient sowie die Strada provinciale SP31 zum Manghenpass.